# Ecotoxicology and Environmental Safety
Ecotoxicology and Environmental Safety, abgekürzt Ecotox. Environ. Safe., ist eine wissenschaftliche Fachzeitschrift, die vom Elsevier-Verlag im Open Access veröffentlicht wird. Die  Zeitschrift erscheint mit 20 Ausgaben im Jahr. Es werden Arbeiten zur Umwelt- und Ökotoxikologie veröffentlicht.
Der Impact Factor der Zeitschrift lag im Jahr 2018 bei 4,527.